# Заслуженный работник транспорта Украины
Заслуженный работник транспорта Украины (укр. Заслужений працівник транспорту України)  — почётное звание Украины, которое предоставляется Президентом Украины согласно Закону Украины «О государственных наградах Украины». Согласно Положению о почётных званиях Украины от 29 июня 2001 года, это звание присваивается:
специалистам и работникам связи, железнодорожного, морского, речного, воздушного, автомобильного транспорта и дорожного комплекса независимо от формы собственности, работникам научно-исследовательских и проектных институтов, конструкторских бюро и лабораторий за достижение высоких показателей в выполнении производственных заданий, безаварийную работу, внедрение высокоэффективных форм организации труда